# Jane Withers
Jane Withers (ur. 12 kwietnia 1926 w Atlancie, zm. 7 sierpnia 2021 w Burbank) – amerykańska aktorka, modelka i piosenkarka. Jedna z najpopularniejszych dziecięcych gwiazd filmowych z przełomu lat 30. i 40. XX wieku.

## Życiorys
Debiutowała już w wieku 3 lat występując w lokalnych audycjach radiowych w Atlancie. Na początku lat 30. wyjechała z matką do Hollywood, gdzie zaczęła występować w niewielkich rólkach w filmach i pracowała jako dziecięca modelka. Przełomem w jej karierze była rola u boku największej ówczesnej dziecięcej gwiazdy filmowej Shirley Temple w filmie Bright Eyes z 1934. Niedługo potem podpisała kontrakt z wytwórnią 20th Century Fox. W kolejnych latach grała w kilku filmach rocznie, wcielając się zazwyczaj w role rozbrykanych i wścibskich dziewczynek. Na początku lat 40. po wygaśnięciu kontraktu z Foxem przestała grać. Pojawiła się jeszcze w kilku filmach innych wytwórni po czym w 1947, kiedy to wyszła za mąż zrezygnowała z aktorstwa. Do grania powróciła w połowie lat 50. Jej największym aktorskim sukcesem w dorosłym życiu jest jedna z głównych ról w legendarnym już dziś filmie George'a Stevensa Olbrzym (1956), w którym po raz ostatni na ekranie pojawił się tragicznie zmarły James Dean. W kolejnych latach nie zagrała już żadnej ważnej roli; pojawiła się w kilku serialach, występowała także w reklamach.

## Filmografia

### Filmy
- Imitacja życia (1934) jako klasowa koleżanka Peoli
- Jane oczy (1934) jako Joy Smythe
- Ginger (1935) jako Ginger
- Farmer bierze żonę (1935) jako Della
- To jest życie (1935) jako Geraldine „Jerry” Revier
- Paddy O'Day (1935) jako Paddy O'Day
- Blask na wschodzie (1943) jako Clavdia Kurina, wnuczka doktora
- Olbrzym (1956) jako Vashti Snythe
- Kapitan Newman (1963) jako porucznik Grace Blodgett
- A teraz wszyscy razem (1975) jako Helen Drummond
- Dzwonnik z Notre Dame (1996) – Laverne (głos)
- Dzwonnik z Notre Dame II (2002) – Laverne (głos)

### Seriale TV
- Spotkanie z Alfredem Hitchcockiem (1962–1965) jako Edith Swinney (gościnnie, 1963)
- Rodzina Potwornickich (1964–1966) jako Fanny Pike/Pamela Thornton (gościnnie, 1964 i 1966)
- Statek miłości (1977–1986) jako Gladys (gościnnie, 1980)
- Napisała: Morderstwo (1984–1996) jako Marge Allen/Alma Sobel (gościnnie, 1991 i 1993)
- Café Myszka (2001–2003) – różne głosy